# بوروسيا دورتموند موسم 1999–2000
كان موسم 1999–2000 هو الموسم الـ89 (والعام الـ90 بشكل عام) لبوروسيا دورتموند في تاريخ نادي كرة القدم والموسم الـ24 على التوالي في دوري الدرجة الأولى الألماني لكرة القدم، البوندسليغا.